# Ботвин, Александр Платонович
Александр Платонович Ботвин (укр. Олександр Платонович Ботвин; 30 августа 1918 — 14 мая 1998) — советский государственный и партийный деятель, дипломат. Чрезвычайный и полномочный посол.

## Биография
Родился 30 августа 1918 года в селе Черногоровка Бахмутского уезда Екатеринославской губернии, ныне в черте города Северск Бахмутского района Донецкой области.
В 1941 году окончил Харьковский авиационный институт по специальности «инженер-механик самолетостроения».
- В 1955—1958 годах — первый секретарь Дзержинского райкома КП Украины (г. Харьков)
- В 1958—1961 годах — инспектор ЦК КП Украины.
- В 1961—1962 годах — второй секретарь Киевского обкома КП Украины.
- В 1962—1963 годах — первый секретарь Киевского горкома КП Украины[1].
- В 1963—1964 годах — второй секретарь Киевского промышленного обкома КП Украины.
- В 1964—1980 годах — первый секретарь Киевского горкома КП Украины.
- С 6 февраля 1980 по 26 апреля 1984 года — чрезвычайный и полномочный посол СССР в Чехословакии.
- В 1984—1990 годах — председатель Комиссии партийного контроля при ЦК КП Украины.
- В 1966—1989 годах — депутат Верховного Совета СССР.
- В 1990—1994 годах — народный депутат Украины.
- В 1994—1996 годах — советник президента Украины.

Член Центральной ревизионной комиссии КПСС (1966—1971). Кандидат в члены ЦК КПСС (1971—1976). Член ЦК КПСС (1976—1986).
Скончался 14 мая 1998 года на государственной даче в Конча-Заспе под Киевом.
Похоронен на центральной аллее Байкового кладбища в Киеве.

## Память
В 2008 году в честь 90-летия со дня рождения Ботвина, на фасаде дома № 4 по Виноградному переулку (Липки) в Киеве, где жил Александр Платонович установлена мемориальная доска в его честь.

## Награды
- Орден Октябрьской Революции
- Два ордена Ленина
- Орден «Знак Почёта»
- Орден Красной Звезды
- Орден Белого льва I степени (29 марта 1984 года, ЧССР)[2]
- Орден Клемента Готвальда